# 马格斯·哈弗拉尔
有关公平贸易认证之缘起，见马格斯·哈弗拉尔基金会.
马格斯·哈弗拉尔，或荷兰贸易公司的咖啡拍卖（荷蘭語：Max Havelaar, of de koffij-veilingen der Nederlandsche Handel-Maatschappij）是穆尔塔图里（Multatuli，是Eduard Douwes Dekker的笔名）作于1860年的具有重要的文化和社会意义的小说，在形塑与缓和19世纪及20世纪早期的荷兰对荷属东印度的殖民政策上起到了关键作用。在本小说中，主人公马格斯·哈弗拉尔试图与当时荷兰殖民地爪哇的腐败的政府系统进行斗争。

## 写作背景
由于荷兰东印度公司的经济失败，对印度尼西亚的殖民统治当时已经由荷兰东印度公司（Dutch East India Company，缩写为VOC）转手至荷兰政府。为了增加财政收入，荷兰殖民政府采取了一系列称作定植制度（荷蘭語：cultuurstelsel）的政策，强制印尼农民按定额种植商业上可供贸易的作物如茶和咖啡，而不是种植主食如稻米。与此同时，殖民政府也采用了一套税收制度，征税代理人会被酬以佣金。这两个策略的结合导致了殖民权力被广泛地滥用，特别是在爪哇岛和苏门答腊岛上，结果是农民陷入凄惨的贫困与广泛的饥饿当中。
穆尔塔图里撰写了《马格斯·哈弗拉尔》以抗议这些殖民政策。抛开其简短犀利的写作风格不谈，该小说提升了生活在欧洲的欧洲人对他们所享之财富乃世界其他地方受苦之结果的了解。这一了解最终形成了对新的伦理政策的推动，荷兰殖民政府通过此政策试图以提供教育来“补偿”它们对其殖民地臣民所欠之债，但这种教育只提供给当地人中的某些阶层——通常是忠于殖民政府的精英。
印度尼西亚小说家普拉姆迪亞·阿南達·杜爾认为，通过启动这些教育改革，《马格斯·哈弗拉尔》相应地成为1945年后印尼国家主义运动结束荷兰殖民主义的原因，后者则对非洲非殖民地化及世界其他地区的非殖民地化起到了重要作用。因此，根据普拉姆迪亞的见解，《马格斯·哈弗拉尔》是“杀死殖民主义的书”。

## 译本
在本小说的最后一章，作者宣布他将翻译本书“为我所知的少数几种语言，并译为许多我能学会的语言”。实际上，《马格斯·哈弗拉尔》已经被翻译为三十四种语言。其首个英文本译于1868年。在印度尼西亚，该小说被苏加诺和其他早期国家主义领袖引用以鼓舞人心，这些领袖中有本书作者的欧亚混血后代欧内斯特·道维斯·德克尔，他阅读过本书最初的荷兰文版本。本书直到1972年才被翻译为印度尼西亚文。

### 中文译本
- 穆尔塔图里; 施輝業，潘鑫亮 譯. . 北京: 人民文学出版社. 1987. （根據荷蘭L.J.Veem出版社1981年第8版譯出。）
- 穆尔塔图里; 余杰 譯. . 上海: 上海译文出版社. 1997.

## 内容
在这部小说中，有关马格斯·哈弗拉尔——一位荷兰殖民地行政官员的故事被两位完全相反的人物叙述出来：伪善的咖啡商Droogstoppel——试图利用哈弗拉尔的手稿来写有关咖啡贸易的事，以及浪漫的德国学徒Stern——当Droogstoppel对本故事失去兴趣时接手。本书的开篇一章通过Droogstoppel详尽地明言其浮夸和见钱眼开的世界观很好地设置了此后贯穿全书的讽刺性基调。在本小说的最后，穆尔塔图里自己接过笔来，使本书在对荷兰殖民政策的直言不讳的谴责以及请求当时的荷兰国王代表其印尼臣民介入此事之中达到高潮。

## 电影版本
该小说于1976年被Fons Rademakers搬上银幕，作为荷兰-印度尼西亚伙伴关系的一部分。这部电影直到1987年才被允许在印度尼西亚境内放映。